# Beckeln
Beckeln é um município da Alemanha localizado no distrito de Oldenburg, estado da Baixa Saxônia.
Pertence ao Samtgemeinde de Harpstedt.